# Myioparus
Myioparus là một chi chim trong họ Muscicapidae.